# Federação Catarinense de Boliche
A Federação Caratinense de Boliche (FECBOL), fundada em 1998, é a entidade máxima do boliche no Estado de Santa Catarina, Brasil. Ela organiza os jogos que envolvem o esporte dentro do estado. É filiada à Confederação Brasileira de Boliche (CBBOL). Seu atual presidente é Pedro Machado de Lima.